# Kai Pflaume
Kai Pflaume (ur. 27 maja 1967 w Halle) – niemiecki prezenter i dziennikarz telewizyjny.
Laureat nagrody Bambi (2003).

## Życiorys
Dzieciństwo spędził w Lipsku. Po odbyciu w latach 1985–1987 zasadniczej służby wojskowej w Volksarmee na Rugii, rozpoczął studia informatyczne na Technische Universität Magdeburg. W 1989 roku uciekł z NRD do Niemiec Zachodnich, gdzie osiadł we Frankfurcie i rozpoczął naukę w zawodzie tradera.
W 1991 roku zadebiutował w telewizji, występując w programie Rudiego Carella Herzblatt. Od 1993 do 2011 roku prowadził show Nur die Liebe zählt na antenie RTL. Wspólpracował w latach 2003–2007 ze Stefanem Raabem, współprowadząc program TV total.
Od 2011 związany z telewizją ARD, gdzie na antenie Das Erste prowadzi teleturniej Klein gegen Groß – Das unglaubliche Duell. Od 2014 roku prowadzi show Kaum zu glauben! oraz od 2015 program quizowy Wer weiß denn sowas?.
Od 2020 roku prowadzi na YouTubie autorski kanał Ehrenpflaume.
Żonaty, ma dwóch synów. Mieszka w Monachium.